# Ptolemaios Makron
Ptolemaios Makron (altgriechisch Πτολεμαῖος Μάκρων; † 163 v. Chr.) war ein Statthalter der Ptolemäer und Seleukiden im 2. Jahrhundert v. Chr.
Ptolemaios Makron stammte aus Alexandria und gehörte wahrscheinlich einer am ptolemäischen Hof einflussreichen Familie an. Zwischen den Jahren 180 und 168 v. Chr. amtierte er als Statthalter (strategos) von Zypern, ein wichtiger Posten, der stets mit engsten Vertrauten der Königsfamilie besetzt wurde. Weil er sich von König Ptolemaios VI. nicht ausreichend gewürdigt sah, wechselte er 168 v. Chr. auf die Seite der syrischen Seleukiden über, was eine langjährige Auseinandersetzung zwischen diesen und den ägyptischen Ptolemäern um Zypern zur Folge hatte.
Wohl unmittelbar nach der Niederlage der Seleukiden gegen die aufständischen Juden (Makkabäer) in der Schlacht von Emmaus im Spätsommer 165 v. Chr. wurde Ptolemaios Makron von König Antiochos IV. zum Statthalter von Koilesyrien und Phönizien ernannt, als Ersatz für den glücklosen Ptolemaios, Sohn des Dorymenes. Den Konflikt mit den Juden suchte er durch ein entgegenkommendes Auftreten ihnen gegenüber auf friedlichem Weg zu lösen. Nach dem Tod des Antiochos IV. 164 v. Chr. wurde ihm diese Vorgehensweise unter dem neuen Regenten Lysias aber zum Verhängnis, der ein gewaltsames Vorgehen gegen den Aufstand verlangte. Bevor Ptolemaios Makron seines Postens enthoben werden konnte, beging er Selbstmord durch Gift.